# 卡里尼亚诺广场
卡里尼亚诺广场（Piazza Carignano）是意大利都灵历史中心的一个人行广场。与之毗邻的街道有：罗马街（via Roma）、彼得罗米卡街（via Pietro Micca）、科学院街（Accademia delle Scienze）、切萨雷·巴蒂斯蒂街和阿梅迪奥王子街。广场周围被巴洛克建筑所环绕。其中，雄伟的卡里尼亚诺宫是意大利統一运动最伟大的象征之一。在后者的前面有卡里尼亚诺剧院（Teatro Carignano）和一些都灵历史悠久的重要商店，如著名的坎比奥餐厅（Ristorante del Cambio）和历史悠久的佩皮诺冰淇淋店（Gelateria Pepino）。
广场尺度不大（约88x33米），卡里尼亚诺宫的曲线立面的纪念性, 其背面是同样历史悠久的卡洛·阿尔贝托广场（piazza Carlo Alberto）, 附近还有一些著名的机构，如埃及博物馆，使卡里尼亚诺广场成为都灵这个皮埃蒙特首府的历史中心艺术性、历史性和纪念性最丰富的地点之一。

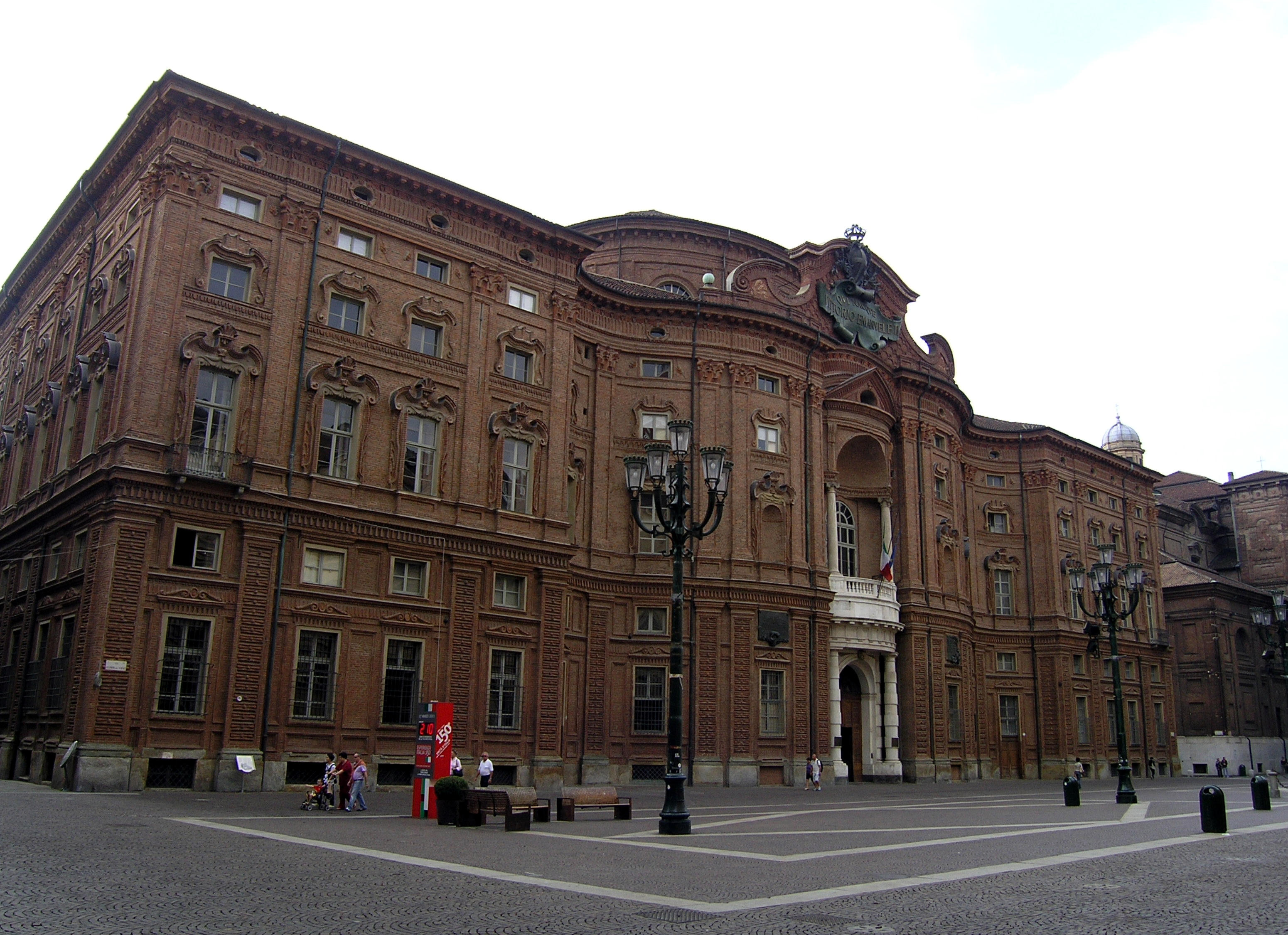
卡里尼亚诺宫
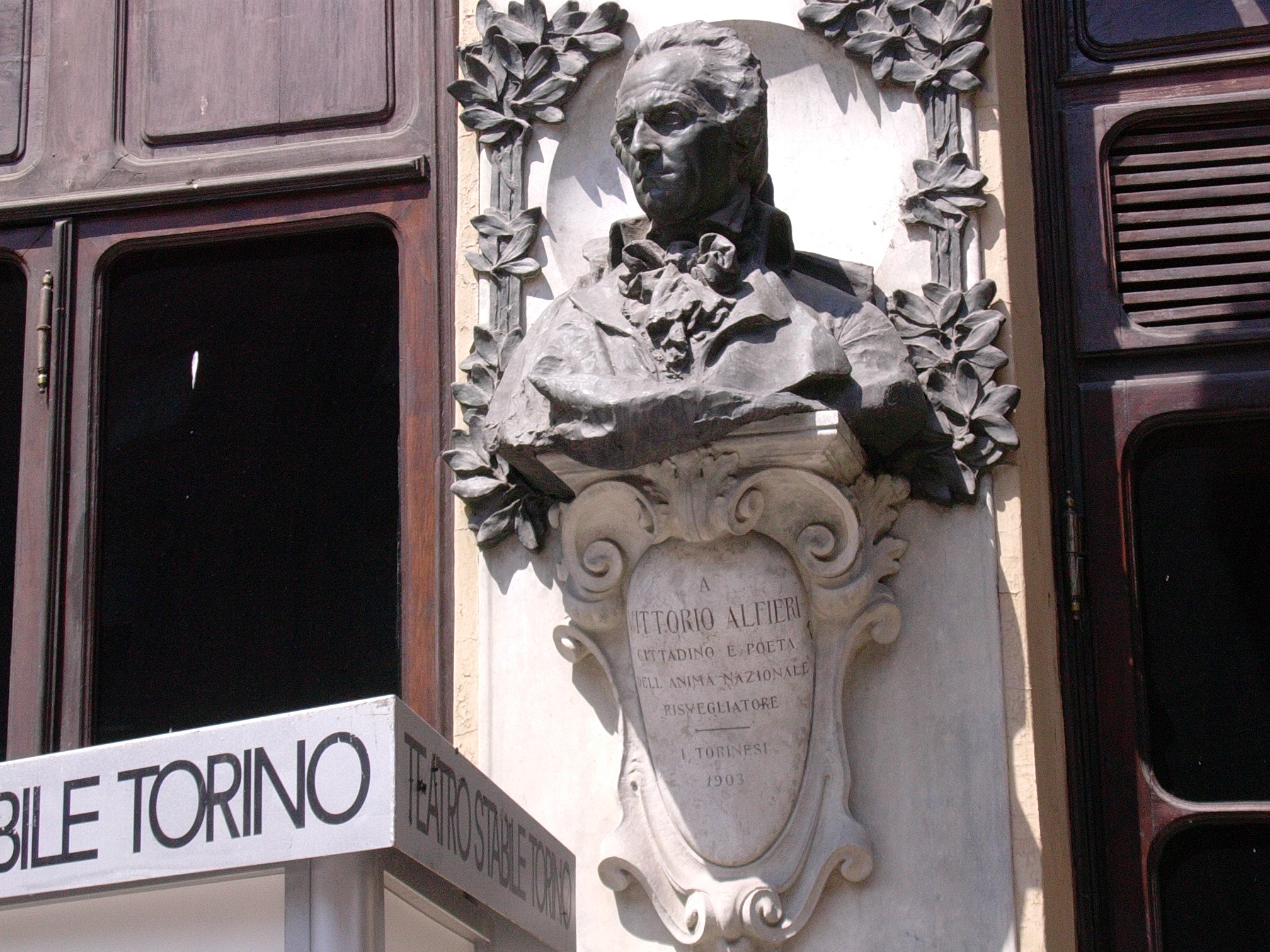
维托里奥·阿尔菲耶里半身像
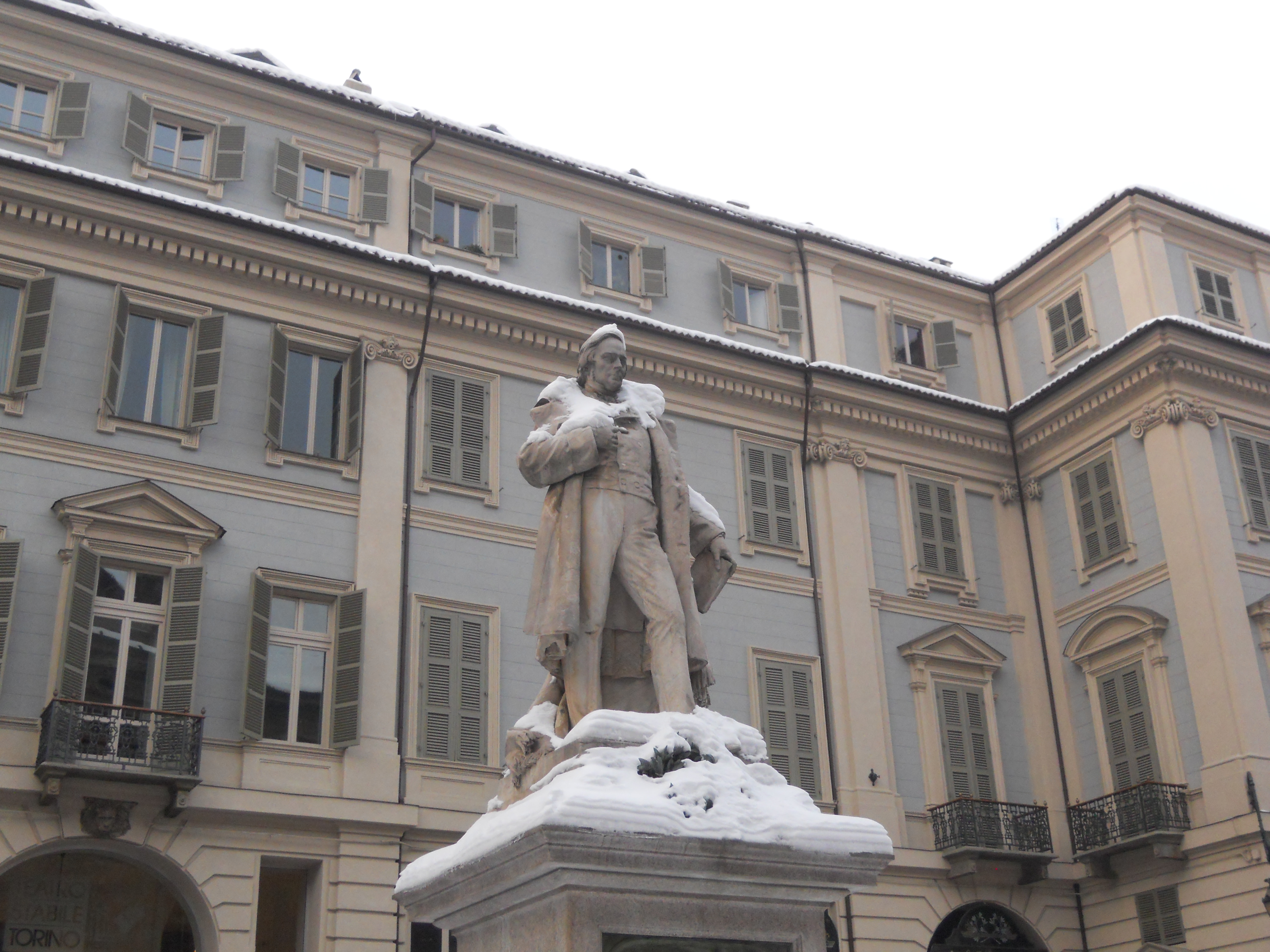
文森佐·乔伯蒂
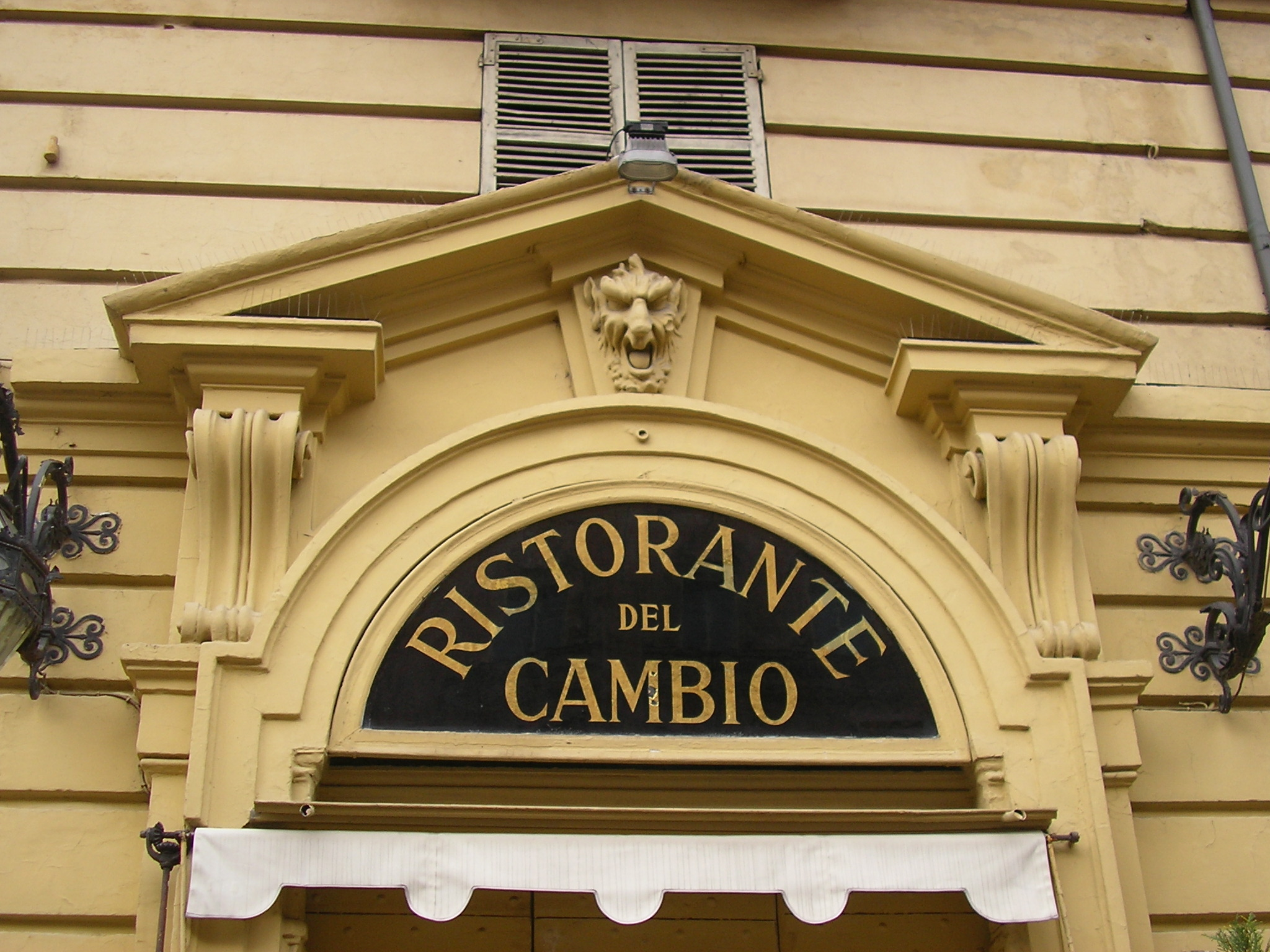
坎比奥餐厅